# La Belle et le Serpent
Pour plus de détails, voir Fiche technique et Distribution.
La Belle et le Serpent (Three Bites of the Apple), est une comédie romantique américaine réalisée par Alvin Ganzer et sortie en 1967.

## Synopsis
Stanley Thrumm, un jeune homme poli, décent, gentil et blond, est guide touristique et s'occupe de sa sœur, abandonnée par son mari avec deux enfants. Lors d'un tour d'Europe, il gagne sans le vouloir un tas d'argent dans un casino italien (il n'y est arrivé que par hasard et en tant que bon samaritain). Carla Moretti, une dame extrêmement séduisante, l'attend déjà à la sortie et commence à l'amadouer. Peu habitué à être séduit de la sorte, il se précipite dans ses filets. Submergé par la chance, il ne se rend pas compte que la dame n'en veut qu'à ses lires. L'ancien mari de Carla se présente comme un homme d'affaires et persuade Stanley d'investir les vingt millions de lires dans une affaire lucrative. Mais Stanley n'est pas stupide non plus ; devenu méfiant, il exige le remboursement de l'argent. Il apprend le complot de Carla, mais le supporte avec une certaine sérénité, car le grand bonheur de sa vie tranquille valait bien cet argent. Une telle attitude doit bien sûr être récompensée ; Carla, repentante, rapporte les lires et il lui pardonne. Tant de noblesse la transforme ; elle devient assez vite respectable et les deux peuvent rester ensemble.

## Fiche technique
- Titre français : La Belle et le Serpent[1]
- Titre original anglais : Three Bites of the Apple[2]
- Réalisation : Alvin Ganzer
- Scenario : George Wells
- Photographie :	Gábor Pogány
- Montage : Norman Savage
- Musique : Eddy Lawrence Manson
- Décors : Elliot Scott
- Production : Robert O'Brien, Alvin Ganzer, Harry Fine
- Société de production : Metro-Goldwyn-Mayer
- Pays de production :  États-Unis
- Langue originale : anglais
- Format : couleurs par Metrocolor - 2,35:1 - Son mono - 35 mm
- Durée : 105 minutes
- Genre : comédie romantique
- Dates de sortie :
  - Japon : 4 février 1967
  - États-Unis : 24 mai 1967
  - France : août 1968

## Distribution
- David McCallum : Stanley Thrumm
- Sylva Koscina : Carla Moretti
- Tammy Grimes : Angela Sparrow
- Harvey Korman : Harvey Tomlinson
- Domenico Modugno : Remo Romano
- Aldo Fabrizi : Dr Manzoni
- Mirella Maravidi : Francesca Bianchini
- Riccardo Garrone : Croupier
- Avril Angers : Gladys Tomlinson
- Claude Aliotti : Teddy Farnum
- Freda Bamford : Gussie Hagstrom
- Arthur Hewlett : Alfred Guffy
- Alison Frazer : Peg Farnum
- Cardew Robinson : Bernhard Hagstrom
- Ann Lancaster : Winnifred Batterf